# Emmanuel Maignan
Pour les articles homonymes, voir Maignan.
Emmanuel Maignan (Emanuel), né à Toulouse le 17 juillet 1601 et mort à Toulouse le 29 octobre 1676, est un théologien catholique minime et un physicien français du XVIIe siècle.
Ses écrits eurent un écho particulièrement important en Espagne, où ils furent combattus par le minime Francisco Palanco,.

## Biographie
Son père était doyen de la chancellerie de Toulouse, et le père de sa mère était professeur de médecine à l'université de Toulouse. Il étudie les humanités au collège des Jésuites. À l'âge de dix-huit ans, il rejoint l'ordre des Minimes. Son professeur de philosophie était un disciple d'Aristote, mais Maignan ne tarde pas à s'opposer à tout ce qui lui semblait faux dans les enseignements d'Aristote, en particulier concernant la physique. Il préférait Platon à Aristote.
Il parvint à maîtriser l'ensemble des connaissances mathématiques de l'époque, pratiquement sans l'aide de quiconque. Au bout de quelques années, sa capacité est reconnue par ses supérieurs et il est chargé de l'instruction des novices. En 1636, il est appelé à Rome par le supérieur général de l'ordre afin qu'il enseigne les mathématiques au couvent de la Trinité-des-Monts. Il y vécut pendant quatorze ans, engagés en mathématiques et en expériences de physique, et la publication de son travail sur la gnomonique et la perspective. Il y peint une deuxième grande anamorphose (m. L. 20 x l. 3,5), après celle de Niceron, sur les murs et voûte d’une galerie, en 1642. La vision latérale montre Saint-François de Paule (fondateur de l’ordre des Minimes), priant à genoux au pied d’un arbre, qui se transforme en vue de face en un paysage inspiré de la Calabre d’où il était issu (de Paola), et, selon un autre angle en une troisième représentation, Saint-François de Paule au milieu des bateaux marche sur les eaux du détroit de Messine, porté par son manteau. En 1650, il rentre à Toulouse et est nommé supérieur provincial. À l'issue de ses trois ans comme supérieur provincial, il put se consacrer entièrement à ses études. Il est protégé par le premier président du parlement de Toulouse, Gaspard de Fieubet. Lorsque le roi Louis XIV l'invite à Paris en 1669, après avoir vu ses machines et curiosités à Toulouse, par l'intermédiaire du cardinal Mazarin, il demanda à être autorisé à passer sa vie dans la solitude du couvent.
Il correspondra avec les grands mathématiciens de son temps, parmi lesquels Fermat.

## Travaux

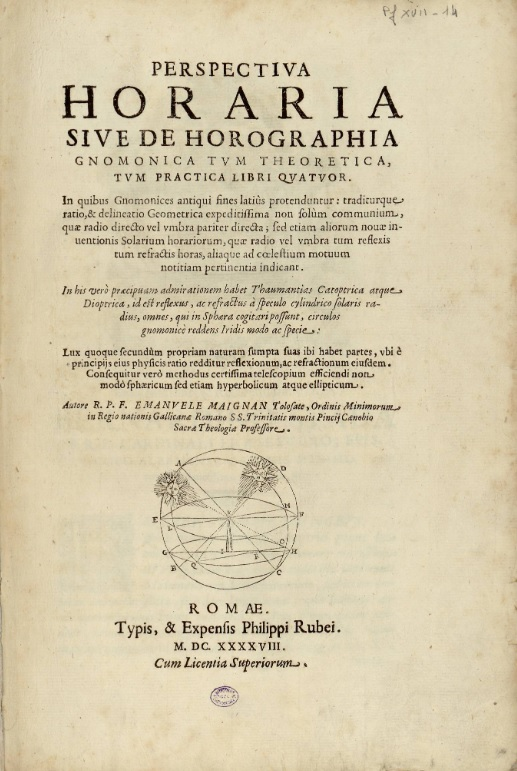
Page de titre de Perspectiva Horaria (1648). BU Arsenal, Université Toulouse Capitole

Il publia plusieurs ouvrages, traitant de mathématiques, de philosophie et de théologie: 
- Perspectiva Horaria sive de Horographia gnomonica tum theoretica, Rome, Filippo de Rossi, 1648 (lire en ligne)
- Philosophia sacra, sive entis tum supernaturalis, tum increati, Toulouse, 1661, rééd. en 1664 (lire en ligne)
- Sacra philosophia, sive entis supernaturalis tum increati (tome 2), Lyon, 1662 (lire en ligne)
- Cursus philosophicus 1re éd., 4 vols., Toulouse, 1652 ; 2de éd. revue et améliorée, Lyon, 1673
- De usu licito pecuniæ, dissertatio theologica, Lyon, 1673, traduction française : De l'usage licite de l'argent, Toulouse, 1673 (lire en ligne)

Cette dissertation semblait autoriser l'usure et fut donc censurée par un certain nombre d'évêques.